# Sumitomo Chemical
Sumitomo Chemical est une entreprise japonaise qui fait partie de l'indice TOPIX 100. Ses activités principales sont la chimie et la pharmacie.
Elle fait partie du groupe Sumitomo.